# فيليب كيرلاخ
فيليب كيرلاخ (بالألمانية: Philipp Gerlach)‏ هو مهندس معماري ألماني، ولد في 24 يوليو 1679 في Spandau (locality) ‏ في ألمانيا، وتوفي في 17 سبتمبر 1748 في برلين في ألمانيا.